# Resolució 22 del Consell de Seguretat de les Nacions Unides
La Resolució 22 del Consell de Seguretat de les Nacions Unides, aprovada el 9 d'abril de 1947, va recomanar al Regne Unit i a la República Popular d'Albània que traslladessin la seva disputa en la qual es van veure embolicats dos navilis de la Marina Real Britànica enfonsats per mines en el Canal de Corfú el 22 d'octubre de 1946, a la Cort Internacional de Justícia.
La resolució va ser adoptada per 8 vots a favor, i amb les abstencions de Polònia i la Unió Soviètica. El Regne Unit no va participar en la votació.

## Incidents del Canal de Corfú
Els incidents del Canal de Corfú es refereixen a tres incidents que van involucrar bucs de la Marina Reial Britànica als estrets de Corfú, que van tenir lloc en 1946, i es consideren uns dels primers episodis de la Guerra Freda.
Durant el primer incident, bucs de la Royal Navy van ser atacats des de fortificacions albaneses. El segon incident va implicar l'ús de mines navals i el tercer incident va ocórrer quan la Royal Navy va dur a terme la retirada de mines en una operació al Canal de Corfú, però en aigües territorials albaneses i Albània es va queixar davant les Nacions Unides. Aquesta sèrie d'incidents va portar al fet que l'el Regne Unit presentés una demanda en contra de la República Popular d'Albània en la Cort Internacional de Justícia. (conegut com a cas del Canal de Corfú). A causa dels incidents, Gran Bretanya, en 1946, va trencar les relacions diplomàtiques amb Albània, que no van ser restablides fins 1991.